# Actinopus cornelli
Actinopus cornelli (лат.) — вид мигаломорфных пауков из семейства Actinopodidae. Бразилия (штат Риу-Гранди-ду-Сул). Назван в честь американского рок-музыканта Криса Корнелла, солиста группы Soundgarden и одного из основателей гранжа. Общая длина 13,5 мм; карапакс в длину 6,25 мм и в ширину 6,63 мм. Карапакс, хелицеры, стернум, тазики, вертлуг, бедро, пателла, голени, метатарзус и лапки красновато-темно-коричневые; брюшко серое, с длинными щетинками, покрывающими спинную поверхность. Передняя часть карапакса сужается, и задняя часть также сужается. Передний ряд глаз слегка изогнут, задний ряд также изогнут. Хелицеры с 19 зубчиками вдоль пролатерального ряда зубов. Самец напоминает строением гениталий таковых A. pampulha и A. candango следующими признаками: широким тегулумом и коротким уплощённым эмболусом. Самец отличается от таковых A. candango короткими килями на пролатеральной части тегулума, при этом PS (prolateral superior keel) и PI (prolateral inferior keel) не достигают середины пролатеральной поверхности тегулы. Отличается от таковых всех других видов группы pinha длинным PAc (prolateral accessory keel), достигающим вершины эмбола, и срединной складкой тегулярного резервуара с морщинистыми краями в пролатеральном виде.